# 陳亮

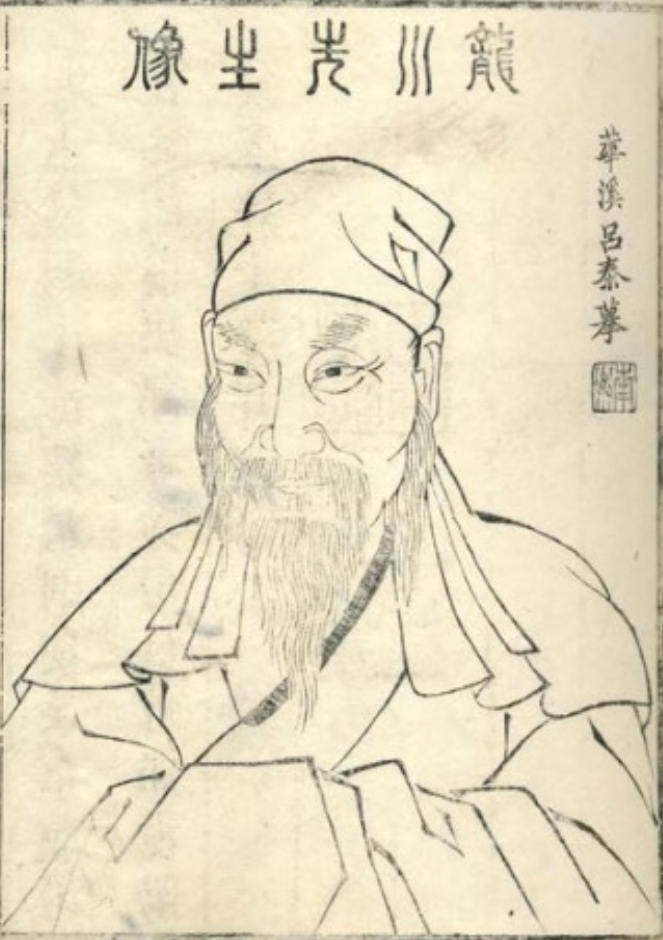
陳亮

陳 亮（ちん りょう、1143年 - 1194年）は、南宋の学者。字は同甫・同父。号は龍川。婺州永康県の人。事功派永康学派の雄、朱熹の論敵として知られる。

## 事績
若い頃から才気煥発で好んで兵を談じ、筆を下せばたちまち数千言をなす、という人であった。孝宗の時代に南宋は金と和議を結ぶが、陳亮は世の人が安逸に流れることを恐れ、「中興五論」を皇帝に提出し、中国が蛮夷からこうむった恥辱をすすぎ中原の失地を回復しなければならないと論じ、主戦論を唱えたが容れられなかった。この時から朝廷からは退いて数十年間は学問に専念し、門人を多く育てた。淳熙5年（1178年）には再び上書して大いに国事を極言した。紹熙3年（1192年）、すでに退位した太上皇孝宗と光宗の間の典礼問題について礼部に諮問があったさい、陳亮は光宗が孝宗より妃の李皇后を重んじることを暗に肯定したので光宗は大いに喜び、陳亮を僉書建康府判官に任命されたが、職に就く前に急死した。文毅と諡される。

## 学風
経綸事功をもっとも貴び、孟子以降の人としては隋の王通を推賞する。当時の儒者がいたずらに正心誠意を説くばかりで実効性のある政策に寄与しないことを難じ、慷慨していた。したがって朱熹とは意見が合わず、朱熹も陳亮を粗豪と評した。ただし朱熹は陳亮が没した後に、「龍川陳先生之墓」の碑銘を書いており、交友は終始続いていたと考えられる。その学友に倪朴がおり、門下には喩偘・喩南強・呉深・林慥・陳頤など、いわゆる永康学派の儒者がいる。
日本では長野豊山が「陳亮の議論は奇怪でその学問は危ういところがあるが、一世の豪傑というべきだ」と評し、佐藤一斎は「陳龍川の酌古論は王陽明・方孝孺の文に匹敵し、識見に富んだ名文だ」と書く。西郷隆盛も陳亮を好み、「畏天愛民」「推倒一世之智勇、開拓萬古之心胸」などの節を愛したという。

## 著作
- 『龍川文集』
- 『宋名家詞』の中の「龍川詞」